# تأنيث (علم الاجتماع)
التأنيث في علم الاجتماع هو التحول في الأدوار الاجتماعية بين الجنسين في مجتمعًا، مجموعة أو منظمة نحو التركيز على العنصر الأُنثوي. ويعطي التأنيث معنى أخر وهو دمج النساء في مجموعة أو مهنة كانت من قبل مُهَيمَنه من قِبَلِ الرجال.

## قائمة المحتويات
1-أمثلة لإحتمالية التأنيث في المجتمع.

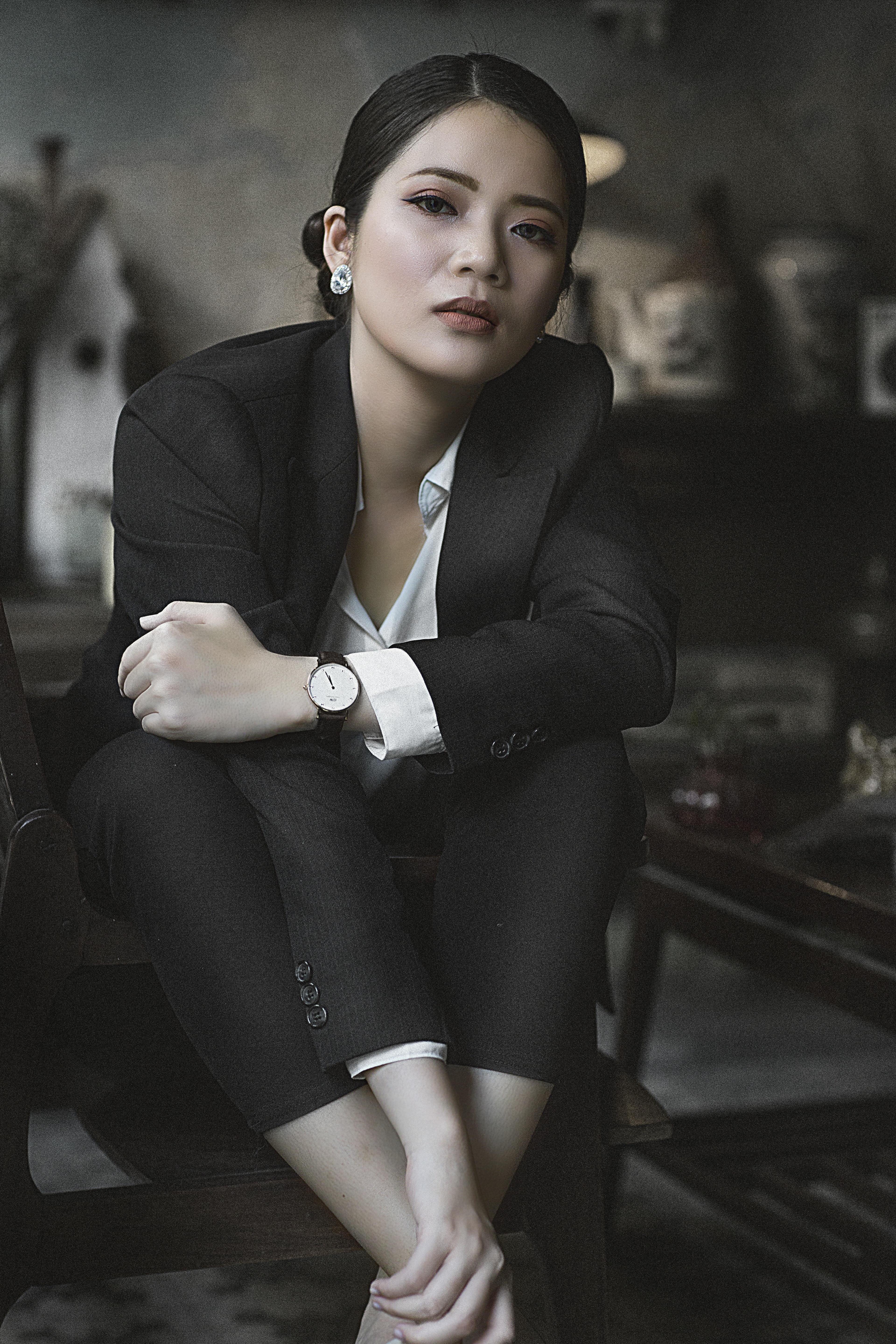
امرأة في ملابس رسمية

2-مقدمة عن التأنيث.
3-تأنيث الفقر.
4-تأنيث القوي العاملة.
5-التأنيث وحركة الأُجور الحية.

## أمثلة لإحتمالية التأنيث في المجتمع
- تأنيث التعليم: وتظهر في غالبية المعلمات الإناث، وغالبية الطالبات الإناث في التعليم العالي بالإضافة إلى المناهج التعليمية التي تكون أكثر ملائمة لعملية تعليم المرأة.[2]
- تأنيث مكان العمل: المِهن منخفضة الأُجور المُهيمَنة من قِبَل النساء مثل:

1. إعداد الأطعمة، تقديم الطعام ومِهن أُخري ذات صلة بالأطعمة.
2. العناية والخدمة الشخصية.[3]

## مقدِمة عن التأنيث
قد يكون تعريف مصطلح «التأنيث» معقدًا، نظرًا لكون معناه غير ثابت، حيث يمكن تعريفه إما في شكل عملية اجتماعية أو نقدًا لعملية ما. التأنيث له معنيان أساسيان. الأول يتعلق بشخص لم يكن مؤيدًا الأنثوية في البداية ولكنه أصبح في صالح التأنيث في حياته لاحقًا من خلال تصورات الفرد الفكرية وأفكار من حوله. وفقًا لجوديث باتلر الباحث في دراسات النوع فإن تحديد جنس الشخص ليس مجرد عمل إرادي أو وصف للذات، ولكنه يتشكل أيضًا عن طريق الاشخاص الذين يصفون شخص ما، يصنفونه ويعاملونه وفقًا لتصوراتهم الخاصة بنوعهم الجنسي. المعنى الثاني لمصطلح التأنيث يُطلق عندما يبدأ الشخص الذي كان لديه في الأصل صفات أنثوية في دمج سمات أنثوية أكثر في شخصيته بطريقة أو شكل  أو تكوين. غالبًا ما يتم إطلاق المصطلح على الإناث ولكنه تحول مع مرور الوقت ليتم إطلاق المصطلح لوصف طريقة شخص ما، أو أن يصبح شيئاً ما أكثر أُنثوية بتبنيه المزيد من الصفات الأُنثوية.

## تأنيث الفقر
النساء أكثر عُرضة من الرجال للعيش تحت خط الفقر، الظاهرة المعروفة باسم تأنيث الفقر. كانت معدلات الفقر لعام 2015 للرجال والنساء في الولايات المتحدة 10 ٪ و 15 ٪ على التوالي. حيث وُجِدَ أن النساء أقل عرضة للالتحاق بدراسات عليا بعد التخرج وتميل إلى الحصول على وظائف منخفضة الأجر. وقيل أن هناك فجوة في الأجور بين الجنسين: حتى مع وجود نفس المستوى من التعليم والدور المهني، فإن النساء يكسبن أقل بكثير من الرجال، سواء بسبب التمييز أو للاختلافات في الخيارات.

## تأنيث القوى العاملة
لا غنى عن إضافة العنصر الأنثوي  للقوى العاملة في جمعيات اليوم لأن الإناث يشكلن نصف القوة العاملة ويظهرن كأصول ربحية محتملة.في فترة ما بعد الحرب ، كان هناك تقدم كبير في موازنة القوى العاملة عند مقارنة الوضع الوظيفي للمرأة والرجل ومعدلات الأجور في اقتصادات أمريكا الشمالية وأوروبا.

## التأنيث وحركة الأُجور الحية
بدأت النسويات في حركة الأجور المعيشية المعاصرة في بالتيمور بولاية ماريلاند في أوائل التسعينيات من القرن الماضي في قلب وعمق فقراء الحضر الذين يكافحون. في نفس الوقت تقريبًا، انخرطت كنائس بالتيمور في تزويد الفقراء بالخدمات الاجتماعية اللازمة. على الرغم من أن الرخاء الوطني وارتفاع أسواق الأوراق المالية يبدو أنهما يظهران نمواً، إلا أن عددًا متزايدًا من العمال بدوام كامل كانوا يعتمدون على مطاعم الحساء ومساعدات الإسكان لمنخفضي الدخل ومتاجر التوفير لشراء الملابس. وظائفهم لم تدفع ما يكفي للحفاظ على الأُسر فوق خط الفقر وأصبحت المجتمعات بأكملها معروفة باسم «الفقر العامل».